# Felipe de Jesús Ayala
Felipe De Jesús Ayala Armendáriz (nació el 16 de diciembre de 1977 en Monterrey, Nuevo León) es un exfutbolista mexicano que se desempeñaba como mediocampista.

## Clubes
| Club                   | País   | Año           |
| ---------------------- | ------ | ------------- |
| Tigres                 | México | 1997-2002     |
| Jaguares de Chiapas    | México | 2002-2004     |
| Club Puebla            | México | 2004-2005     |
| Jaguares de Chiapas    | México | 2005-2007     |
| Club Puebla            | México | Clausura 2008 |
| Club León              | México | Apertura 2008 |
| Club Puebla            | México | 2009-2011     |
| Morelia                | México | 2011-2012     |
| Correcaminos de la UAT | México | 2012-2013     |

### Partidos y goles
| Competencia                | Partidos | Goles |
| -------------------------- | -------- | ----- |
| Primera División de México | 362      | 15    |
| Liga de Ascenso de México  | 32       | 1     |
| Total                      | 394      | 16    |

## Selección nacional

### Sub-20
Fue convocado por José Luis Real para acudir a la Copa Mundial de Fútbol Sub-20 de 1997 en Malasia. Jugó ante Emiratos Árabes Unidos en la fecha uno.
| Certamen       | Sede    | Resultado        | Partidos | Goles |
| -------------- | ------- | ---------------- | -------- | ----- |
| Mundial Sub-20 | Malasia | Octavos de final | 1        | 0     |